# Il paese dove non si muore mai
(Incipit)
Il paese dove non si muore mai è un libro della scrittrice albanese naturalizzata francese Ornela Vorpsi. Pubblicato in italiano, il libro è stato tradotto in albanese nel 2019.

## Trama
Il romanzo narra la storia di una ragazzina molto piccola che vive la propria infanzia e la propria adolescenza nell'Albania comunista di Enver Hoxha, un sistema tanto maschilista quanto opprimente.
Vorpsi sembra affrontare la storia stessa dell'Albania, declinandola tutta al femminile: dalla presenza asfissiante di una Madre-Partito che impone la condotta di ogni suo figlio, alla vita dolorosa in una famiglia matriarcale, dominata da una madre tradita dal marito (a sua volta imprigionato per ragioni non conosciute) e che violenta verbalmente la figlia, quasi a replicare la violenza morale che la società stessa impone sulle donne.

## Edizioni
- Ornela Vorpsi, Il Paese dove non si muore mai, 1ª ed., collana L'arcipelago Einaudi, Einaudi, 2005,  p. 119, ISBN 978-88-06-17019-6.
- Ornela Vorpsi, Il paese dove non si muore mai, [romanzo], Roma: Minimum fax, 2018